# LZ10 Schwaben

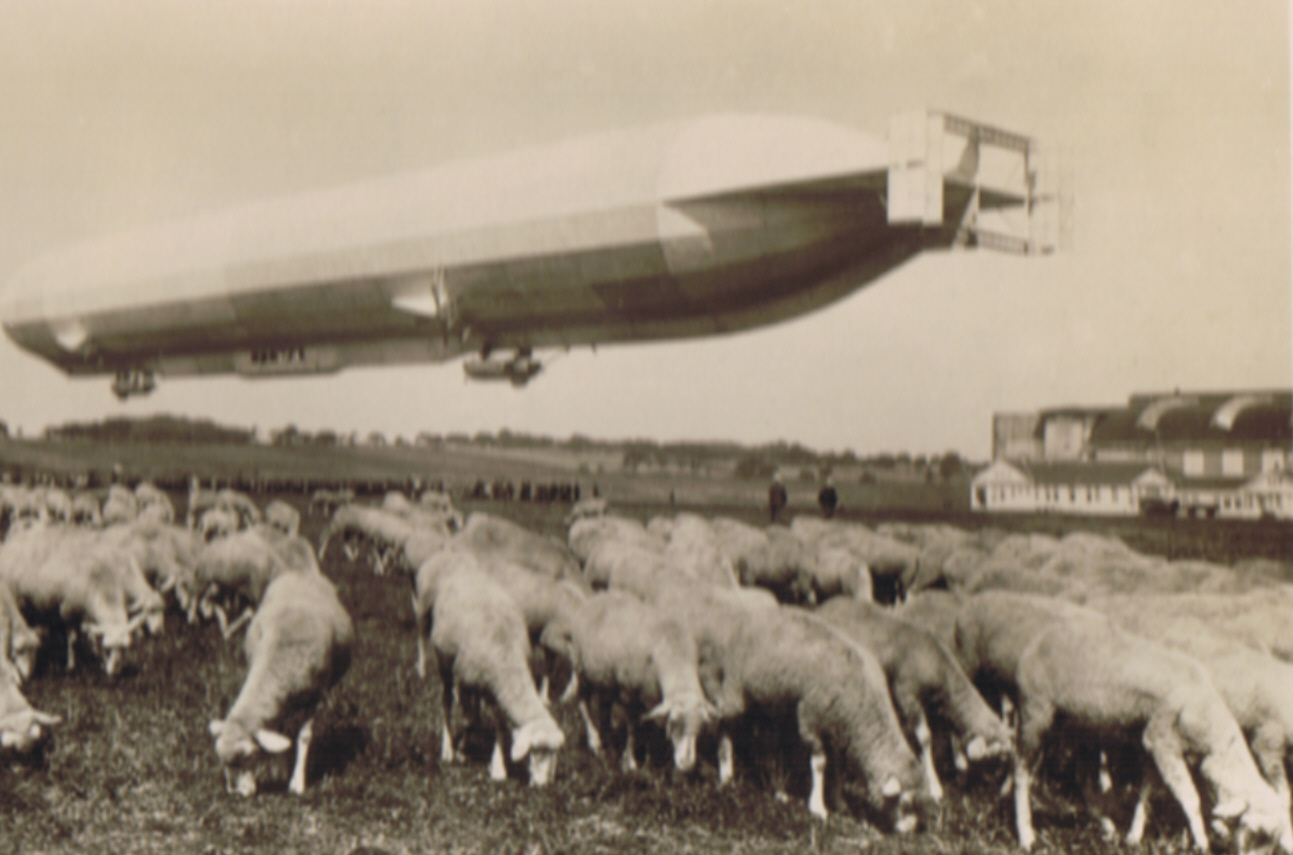
LZ10 Schwaben in 1911

De Schwaben, genoemd naar de streek rond het Bodenmeer, was al het vierde schip van DELAG.  Het schip vervoerde in totaal 4354 passagiers gedurende 224 vluchten en legde daarbij 27 321 km af. Het schip verging op 28 juli 1912 tijdens een ongeluk op het vliegveld van Düsseldorf.